# Ørsta-Volda flygplats, Hovden
Ørsta-Volda flygplats, Hovden (bokmål: Ørsta-Volda lufthavn, Hovden, nynorska: Ørsta-Volda lufthamn, Hovden) är en regional flygplats belägen mellan Volda och Ørsta i Norge. Flygplatsen ägs och drivs av Avinor. På flygplatsen finns också en flygklubb. 

## Faciliteter
Det finns 50 avgiftsbelagda parkeringar vid terminalen. Inne i terminalen finns automater med snacks och dryck. Biluthyrning står fyra bolag för.

## Marktransport
Det finns en lokalbuss som går mellan Volda och Ørsta som passerar flygplatsen. Taxiservice finns också.   

## Destinationer
Uppgifter från december 2009. 	

### Inrikes
| Flygbolag | Destinationer                  |
| --------- | ------------------------------ |
| Widerøe   | Bergen, Oslo, Sandane, Sogndal |